# Holzkirchen (Ortenburg)
Holzkirchen is een plaats in de Duitse gemeente Ortenburg, deelstaat Beieren.